# Маріано-дель-Фрьюлі
Маріано-дель-Фрьюлі (італ. Mariano del Friuli) — муніципалітет в Італії, у регіоні Фріулі-Венеція-Джулія,  провінція Гориція.
Маріано-дель-Фрьюлі розташоване на відстані близько 460 км на північ від Рима, 45 км на північний захід від Трієста, 12 км на захід від Гориції.
Населення — 1558 осіб (2014).
Щорічний фестиваль відбувається 5 травня. Покровитель — San Gottardo.

## Демографія
Населення за роками:

Станом на 1 січня 2023 року в муніципалітеті офіційно проживало 56 іноземців з 19 країн, серед них 16 громадян країн Євросоюзу та 4 громадяни України.

## Сусідні муніципалітети
- Кормонс
- Фарра-д'Ізонцо
- Градіска-д'Ізонцо
- Медеа
- Мораро
- Романс-д'Ізонцо

## Персоналії
- 1942 року у Маріано-дель-Фрьюлі народився Діно Дзофф — італійський футбольний голкіпер, який згодом був визнаний найвидатнішим футболістом Італії 50-річчя (1954—2003).